# Jules Roy

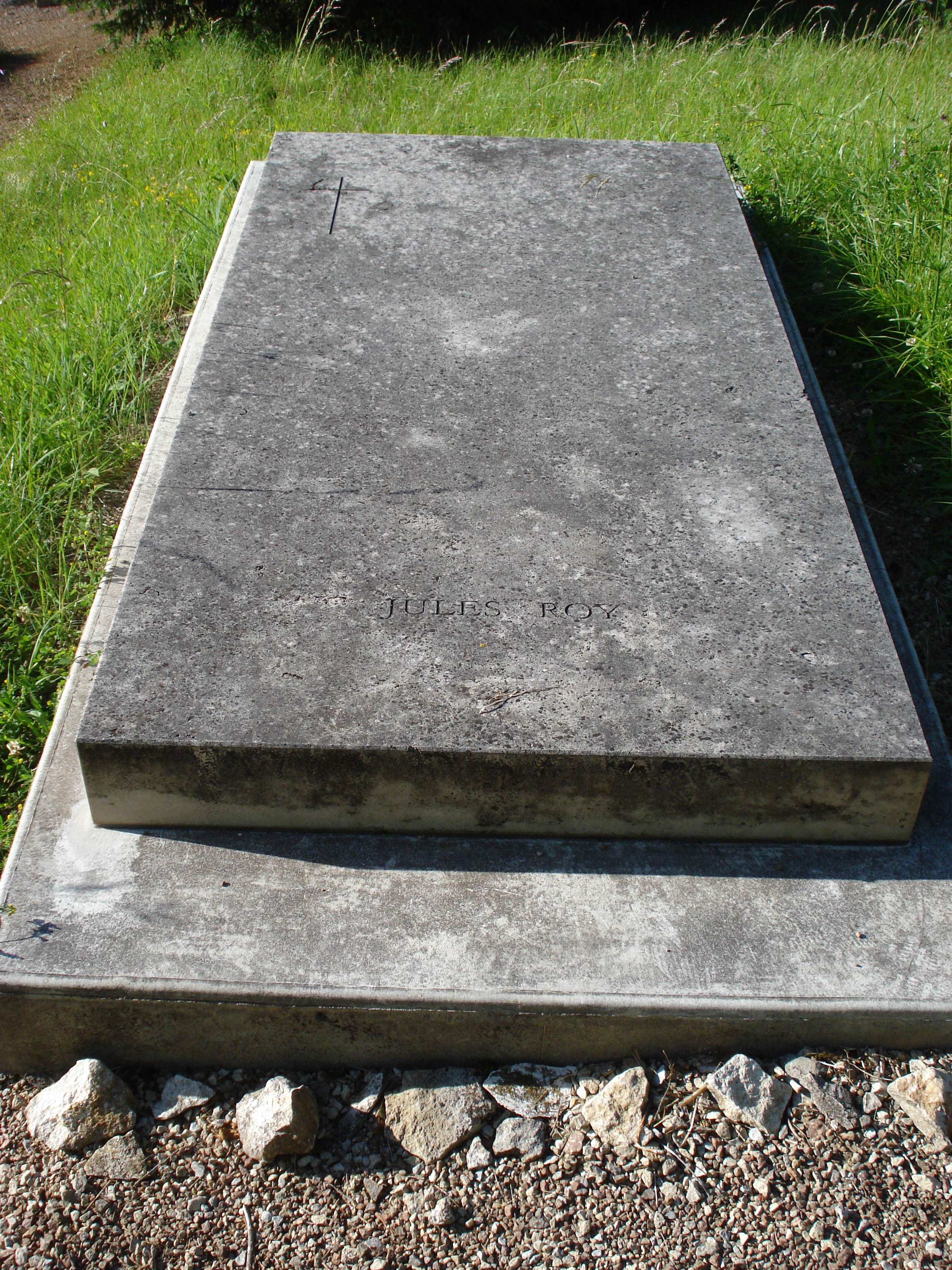
Grób Julesa Roy

Jules Roy (ur. 22 października 1907 w Bougarze, zm. 15 czerwca 2000 w Vézelay) – francuski powieściopisarz, eseista i dramatopisarz, laureat Nagrody Renaudot w 1946 r. (nagroda retrospektywnie przyznana za rok 1940) za powieść La Vallée heureuse. Był również pułkownikiem sił powietrznych (zrezygnował z tego stopnia w 1953 r.).

## Życiorys
Urodził się we Bougarze (wtedy: Ravigo). Był wychowywany przez matkę i babcię. W 1918 r. wstąpił do seminarium duchownego.
W 1927 r. dostał wezwanie do wojska i został oficerem sił powietrznych. W czasie II wojny światowej dołączył do RAF-u. Po wojnie pełnił służbę w Indochinach, gdzie został awansowany na stopień pułkownika. W 1953 r., po 26 latach spędzonych w wojsku, zrezygnował z tego stopnia. Był przeciwny francuskiemu udziałowi w wojnie w Indochinach.
Jako pisarz karierę rozpoczął już podczas II wojny światowej. Do pisania zainspirowała go powieść Obcy A. Camusa. W 1946 r. otrzymał Nagrodę Renaudot za powieść La Vallee Heureuse, która porusza tematykę nalotów RAF-u na Zagłębie Ruhry, w których Roy brał udział.
W eseju Wojna w Algierii (1960, oryg. Guerre d'Algérie, wyd. pol. 1961) wyraził sprzeciw wobec francuskich dążeń do stłumienia walki o niepodległość Algierii.
Był dwukrotnie żonaty, jego pierwszą żoną była Mirande Grimal, drugą – Tatiana Soukoroukoff, z którą ożenił się w 1965 r.
Był przyjacielem Antoine de Saint-Exupéry'ego.

## Dzieła
Źródło:
- Trois prières pour des pilotes (1942)
- Chants et prières pour des pilotes (1943)
- Liel et terre (1945)
- La Vallée heureuse (1946)
- Comme un mauvais ange (1947)
- Le métier des armes (1948)
- Passion de Saint-Exupéry (1951)
- Retour de l'enfer (1951)
- Beau sang (1952)
- La Bataille dans la rizière (1953)
- Le Navigateur (1954)
- Les Cyclones (1954)
- La Femme infidèle (1955)
- Nico à la découverte du ciel (1956)
- Quelle volta che (1956)
- Les Flammes de l'été (1956)
- L'Homme à l'épée (1957)
- Les Belles croisades (1959)
- La Guerre d'Algérie (1960) – wyd. pol. Wojna w Algierii, tł. Zygmunt Szymański, przedm. Mieczysław Bibrowski, „Książka i Wiedza”, 1961, Warszawa[4]
- Autour du drame (1961)
- Le Fleuve rouge (1961)
- Dien Bien Phu (1963)
- Passion et mort de Saint-Exupéry (1964)
- Le Voyage en Chine (1965)
- Les chevaux du soleil (1967)
- La Mort de Mao (1969)
- L'Amour fauve (1971)
- J'accuse le général Massu (1972)
- Le tonnerre et les anges (1975)
- Danse du ventre au-dessus des canons (1976) – wyd. pol. Taniec brzucha nad armatami, tł. Barbara Durbajło, Instytut Wydawniczy „Pax”, 1985, Warszawa[6]
- Pour le lieutenant Karl (1977)
- Le Désert de Retz (1978)
- Concerto pour un chien (1979)
- Éloge de Max-Pol Fouchet (1980)
- Étranger pour mes frères (1982)
- La Saison des za (1982)
- À propos d'Alger, de Camus et du hasard (1982)
- Une Affaire d'honneur, Mers el-Kébir, 3 juillet 1940 (1983)
- Prière à Mademoiselle Sainte Madeleine (1984)
- Guynemer, l'ange de la mort (1986)